# Itas/Gadau
Itas/Gadau es una localidad del estado de Bauchi, en Nigeria, con una población estimada en marzo de 2016 de 321 100 habitantes.
Se encuentra ubicada al norte del país, en la región geográfica del Sudán.